# Ohno Hidekata
Ohno Hidekata (大野 俶嵩, Ōno Hidekata) est un peintre et calligraphe japonais du XXe siècle, né en 1922 à Kyoto et mort le 5 septembre 2002.

## Biographie
Élève de l'Université municipale des Arts de Kyoto, Ohno Hidekata participe à de nombreuses expositions collectives, au Japon, en France, aux États-Unis et en Allemagne notamment, en 1961, à l'Exposition Peintures calligraphiques.
Ses œuvres sont directement inspirées de la calligraphie traditionnelle extrême-orientale.